# Attentats à la bombe dans le métro de Bakou
Les attentats à la bombe dans le métro de Bakou sont une série d'incidents terroristes survenus dans le métro de Bakou, en Azerbaïdjan, les 19 mars et 3 juillet 1994. La première attaque a été perpétrée à la station de métro "20 janvier", tandis que la seconde a eu lieu entre les stations "28 mai" et "Ganjlik". À la suite de la première attaque, 14 personnes ont été tuées et 49 ont été blessées. La deuxième attaque a fait 13 morts et 42 blessés.
La responsabilité de l'attaque a été assumée par Sadval, un mouvement séparatiste lezghien. Onze auteurs indirects de la première attaque ont été inculpés : deux ont été condamnés à la réclusion à perpétuité et les neuf autres à 15 ans de prison. Le seul auteur de la deuxième attaque a également été condamné à la réclusion à perpétuité.

## Déroulement

### Attentat du 19 mars 1994
Le premier attentat, un attentat-suicide, a eu lieu le 19 mars à la station de métro "20 janvier" à 13 h 0, heure locale. La bombe à retardement, posée sous un siège dans le wagon de chemin de fer principal, a explosé quand le train s'est arrêté à la gare, tuant l'auteur Oktay Gurbanov. Le wagon de chemin de fer de tête a été détruit et le toit de la gare s'est partiellement effondré. Parmi les victimes se trouvait le jazzman azéri Rafig Babayev, dont le lieu de travail était près de la gare. Le travail du métro de Bakou a été temporairement suspendu par la suite.

### Attentat du 3 juillet 1994
La deuxième attaque a été perpétrée le 3 juillet. La bombe (un explosif à gélatine télécommandé, selon les services de renseignement azéri) a explosé à 8 h 30 heure locale lorsque le train, parti de la station du «28 mai», se trouvait à 500 m de la plate-forme ferroviaire «Ganjlik». La majorité des personnes blessées lors de cette attaque ont été rapidement libérées après une assistance médicale.

## Enquête
À la suite des attentats, le président Heydar Aliyev a signé un décret portant création de la commission d'enquête d'État. Au cours de l'enquête, des agents du renseignement arméniens, accusés d'être impliqués dans la série d'attentats à la bombe dans le métro de Bakou ainsi que sur des trains azerbaïdjanais opérant à la fois en Azerbaïdjan et en Russie, ont été placés en détention à Moscou. Les citoyens russes Kamo Fyodorovich Saakov, un arménien de souche, son épouse Irina Alexandrovna Saakova et Anatoly Anatolyevich Ilchuk ont été arrêtés en juillet 1994, accusés des préparatifs des attaques. En août de la même année, Saakov a été condamné à la réclusion à perpétuité et Ilchuk à 15 ans d'emprisonnement pour préparation de détournement, de contrebande et de détention illégale d'armes. L'enquête s'est terminée au début d'octobre 1995.
Le 29 novembre 1997, les forces de l'ordre russes ont extradé vers l'Azerbaïdjan Lezghin Azer Aslanov, 30 ans, accusé d'avoir posé une bombe lors de la deuxième attaque. Selon le bureau du procureur général azerbaïdjanais, Aslanov a été fait prisonnier par l'armée arménienne en janvier 1994 alors qu'il servait dans l'armée azerbaïdjanaise et a été chargé par les services de sécurité arméniens de poser la bombe à Bakou.